# (145485) 2005 UN398
2005 يو أن 398 (ويعرف أيضًا باسم (145485) 2005 يو أن 398 وفق تسمية الكوكب الصغير) (بالإنجليزية: 2005 UN398)‏ هو كويكب ضمن حزام الكويكبات؛ وترتيبه 145485 من حيث الاكتشاف.
اكتُشف هذا الجُرم الفلكي بواسطة مرصد لويل للبحث عن الأجرام القريبة من الأرض في 31 أكتوبر 2005.

## وصلات خارجية
- (145485) 2005 UN398 في قاعدة بيانات مختبر الدفع النفاث لأجرام النظام الشمسي الصغيرة

- الاكتشاف · مخطط المدار ·  العناصر المدارية · المعلمات المادية

- (145485) 2005 UN398 على موقع ويكي سكاي: DSS2, SDSS, GALEX, IRAS, Hydrogen α, X-Ray, Astrophoto, Sky Map, Articles and images